# Stenopogon flavotibialis
Stenopogon flavotibialis là một loài ruồi trong họ Asilidae. Stenopogon flavotibialis được Martin miêu tả năm 1968. Loài này phân bố ở vùng Tân Bắc giới.